# Sesia
Der Sesia (walserdeutsch weibl. Seeschera) ist ein Fluss in Italien. Er entspringt in den Gletschern des Monte-Rosa-Massivs, im oberen Valsesia-Tal oberhalb der Gemeinde Alagna Valsesia. Im oberen Abschnitt trägt der Sesia deutliche Kennzeichen eines Wildbaches. Dort nimmt er noch zahlreiche kleinere Bäche auf, die überwiegend aus den Gletschern des Valgrande kommen. Entlang seines Laufs erhält er zahlreiche Zuläufe; auf der rechten Seite des Valsesia sind die Bäche Olen, Otro, Vogna, Artogna, Sorba und Egna zu nennen; auf der linken Seite die Torrente Sermenza und der Mastallone.
Auf insgesamt 138 Kilometer durchfließt der Sesia die Orte Borgosesia, Greggio und Vercelli, bevor er in den Po mündet. Er bildet dabei die Grenze zwischen Piemont und der Lombardei. In der Region um Arborio und Vercelli dient er als Wasserquelle für den Reisanbau.
Beliebt ist der Sesia bei Kajakfahrern. Im Jahr 2001 fanden hier die Europameisterschaften und 2002 die Weltmeisterschaften im Kanu-Wildwasserrennsport statt.
Eine Minderheitensprache des Piemont ist Walserdeutsch – ein alemannischer Dialekt, der im oberen Tal des Sesia/der Seeschera gesprochen wird.

## Weblinks

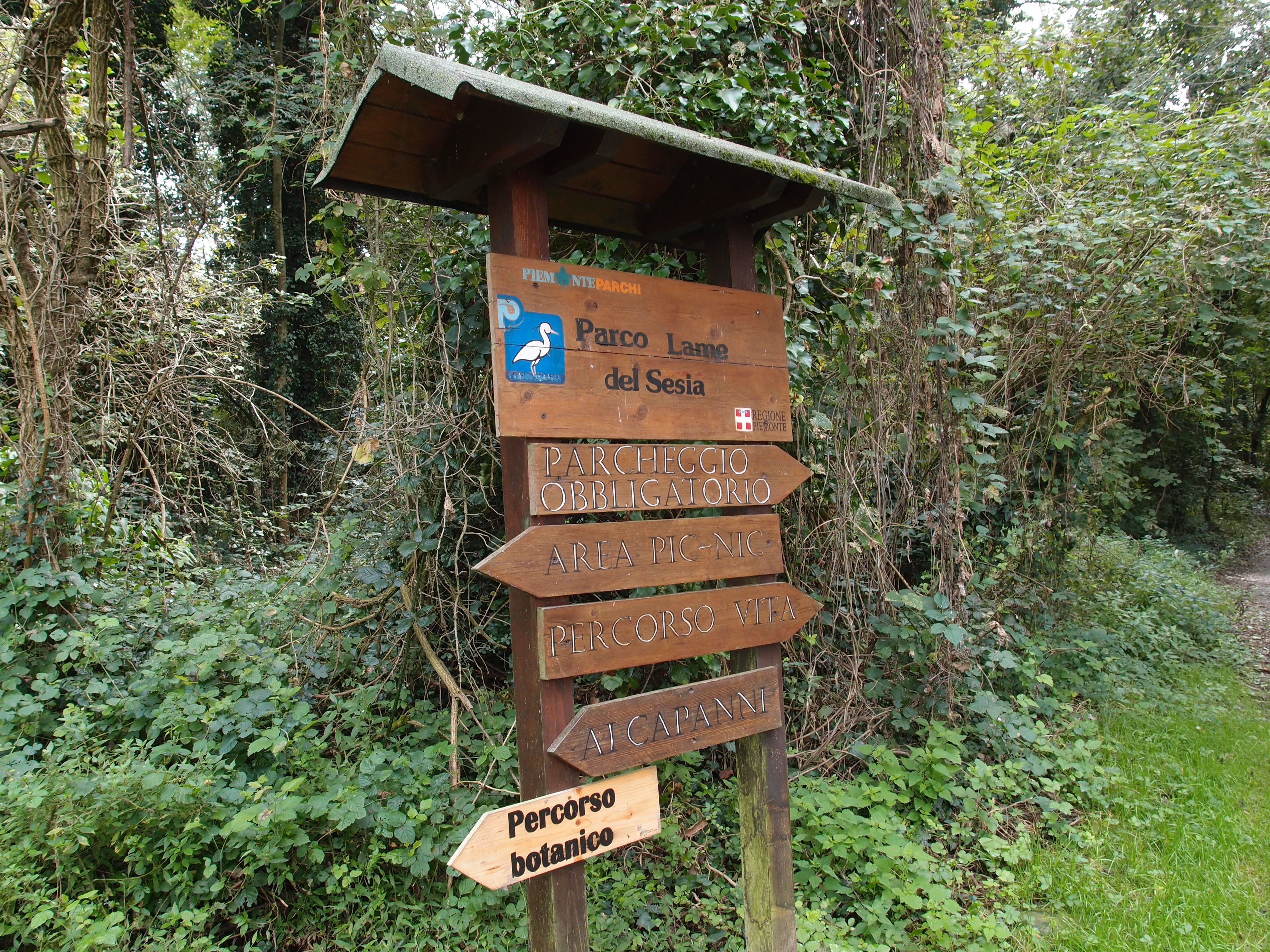
Naturpark Lame del Sesia, Piemont, Italien